# Футболіст
Футболі́ст — спортсмен, що постійно грає в один із різновидів футболу.
Основні різновиди футболу: європейський футбол, американський футбол, австралійський футбол, канадський футбол, гельський футбол, регбіліг.

## Кар'єра
Футболісти зазвичай починають свою кар'єру на любительському рівні, а вже потім стають професіональними гравцями. Спочатку футболіст грає в молодіжних командах, згодом може укласти угоду з професіональною командою.

## Травми

### Голова
Гравці американського футболу схильні до отримання травм голови та шиї, що в майбутньому може стати причиною хвороби Альцгеймерата інших після травматичних розладів опірнорухового аппарату

### Коліна
У гравці більшості видів футболу вразливі передні хрестоподібні зв'язки, та бокові які вони часто можуть травмувати.